# Mesocapnia arizonensis
Mesocapnia arizonensis is een steenvlieg uit de familie Capniidae. De wetenschappelijke naam van de soort is voor het eerst geldig gepubliceerd in 1969 door Baumann & Gaufin.